# Batis pririt
El batis pririt (Batis pririt) es una especie de ave paseriforme de la familia Platysteiridae propia de África austral.

## Descripción
Es un pequeño pájaro insectívoro. Construye un nido pequeño en forma de taza en la zona baja de un árbol o en un arbusto. Su plumaje es muy llamativo. El macho adulto posee una corona y espaldas gris oscuro, máscara de los ojos negra y garganta blanca. Su rabadilla  y cola son negros, y las alas son negras con laterales blancos en las plumas de vuelo y una gran mancha blanca en el hombro. Sus zonas inferiores son blancas con una ancha franja negra en el pecho y moteado negro en los costados. El plumaje de la hembra y ejemplares jóvenes difiere en que no poseen la franja negra en el pecho, en cambio la garganta y el pecho son de un tono ante cálido.

## Distribución y hábitat
Se encuentra en el oeste y centro de África austral. Habita en la zona de arbustos de hoja ancha seca y arbustos espinosos.